# Торрилья
Торрилья (італ. Torriglia, ліг. Torriggia) — муніципалітет в Італії, у регіоні Лігурія,  метрополійне місто Генуя.
Торрилья розташована на відстані близько 400 км на північний захід від Рима, 22 км на північний схід від Генуї.
Населення — 2358 осіб (2014).

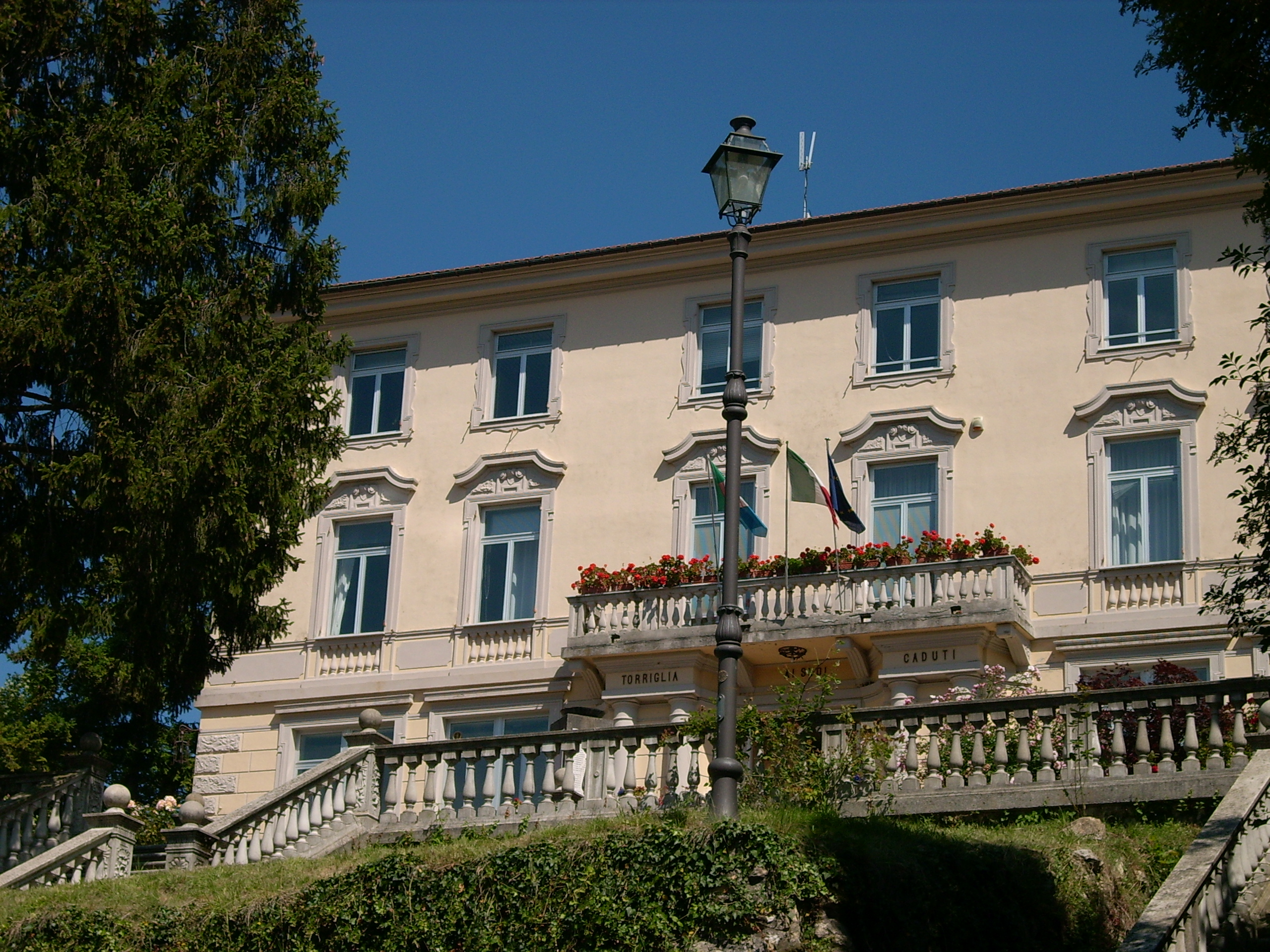

Щорічний фестиваль відбувається останньої неділі серпня. Покровитель — Nostra Signora della Divina Provvidenza.

## Демографія
Населення за роками:

Станом на 1 січня 2023 року в муніципалітеті офіційно проживали 82 іноземці з 22 країн, серед них 47 громадян країн Євросоюзу та 7 громадян України.

## Сусідні муніципалітети
- Даванья
- Лорсіка
- Лумарцо
- Моконезі
- Монтебруно
- Монтоджо
- Нейроне
- Пропата
- Ронданіна
- Вальбревенна